# Кубасай
Кубаса́й (каз. Құбасай) — село у складі Уїльського району Актюбінської області Казахстану. Входить до складу Караойського сільського округу.
Населення — 74 особи (2021; 122 у 2009, 163 у 1999, 392 у 1989).